# Roland Nungesser
Pour les articles homonymes, voir Nungesser.
Roland Nungesser est un homme politique français, né le 9 octobre 1925 à Nogent-sur-Marne et mort le 30 mars 2011 à Saint-Mandé.
Il a été député de la Seine, puis du Val-de-Marne, pendant plus de trente-huit ans, de 1958 à 1997, et maire de sa ville natale Nogent-sur-Marne pendant trente-six ans, de 1959 à 1995. Il a occupé trois postes de secrétaire d’État ou de ministre pendant le second mandat du général de Gaulle, de 1966 à 1968.

## Biographie
Roland Nungesser est le neveu de l’aviateur Charles Nungesser, héros de la Première Guerre mondiale disparu avec François Coli dans l’Atlantique en 1927 à bord de L'Oiseau blanc. Ancien élève de la faculté de droit de Paris, licencié en droit, Roland Nungesser est diplômé de l’École libre des sciences politiques.
Ancien du RPF, il est député gaulliste (de l’UNR au RPR) de 1958 à 1997. Il a été vice-président de l’Assemblée nationale de 1969 à 1974 puis à nouveau de 1977 à 1978.
En 1954, il crée et organise la Fête du petit vin blanc de Nogent-sur-Marne, durant deux jours tous les deux ans en juin, rassemblant sous forme de défilé de nombreuses fanfares de villes jumelées notamment comme Siegburg et Yverdon, secondant les membres du Quadrille de Nogent, et corsos de chars fleuris et confettis. Cette fête sera célébrée jusqu'en 1990.
Entre 1966 et 1967, il est secrétaire d'État au Logement, à l'Économie et aux Finances en 1968, puis ministre de la Jeunesse et des Sports la même année. De 1970 à 1976, il est président du conseil général du Val-de-Marne.
En 1976, il rachète le huitième pavillon Baltard, démonté de l'ancien marché des Halles de Paris, pour le faire reconstruire à la place de l'ancien dépôt des machines à vapeur de la ligne Paris-Bastille - Boissy-Saint-Léger. Dans ce pavillon, il fait remonter également l'ex-orgue de cinéma du Gaumont-Palace, récupérer un morceau des escaliers de la tour Eiffel ainsi qu'une colonne Morris et une fontaine Wallace. Le bâtiment est classé monument historique en 1982.
Vers 1978, il remplace les plus vieux bâtiments situés entre la Grande-Rue-Charles-de-Gaulle et la rue Pierre-Brossolette, pour y faire construire la nouvelle sous-préfecture du Val de Marne. Il donnera en hommage aux aviateurs, le nom de l'esplanade s'y adjoignant « Nungesser et Coli ».
D'après L'Humanité, sa politique en matière de logement donne « priorité au privé, au logement de luxe à loyer élevé au détriment des HLM et de toute construction sociale. »
En juin 1995, il perd la mairie de Nogent-sur-Marne, ne réunissant que 34,89% des suffrages au second tour des municipales face à Estelle Debaecker.
Au Parlement, il s’est battu en faveur de la loi-programme sur les équipements sportifs, et fut l’un des artisans et rapporteur de la loi de 1976 sur la protection de la Nature. Il s’engagea en faveur d'une Charte de l’animal. Entre 1984 et 1993, il a déposé quatre propositions de loi tendant à instaurer des exceptions à la loi du 9 octobre 1981 abolissant la peine de mort en France.

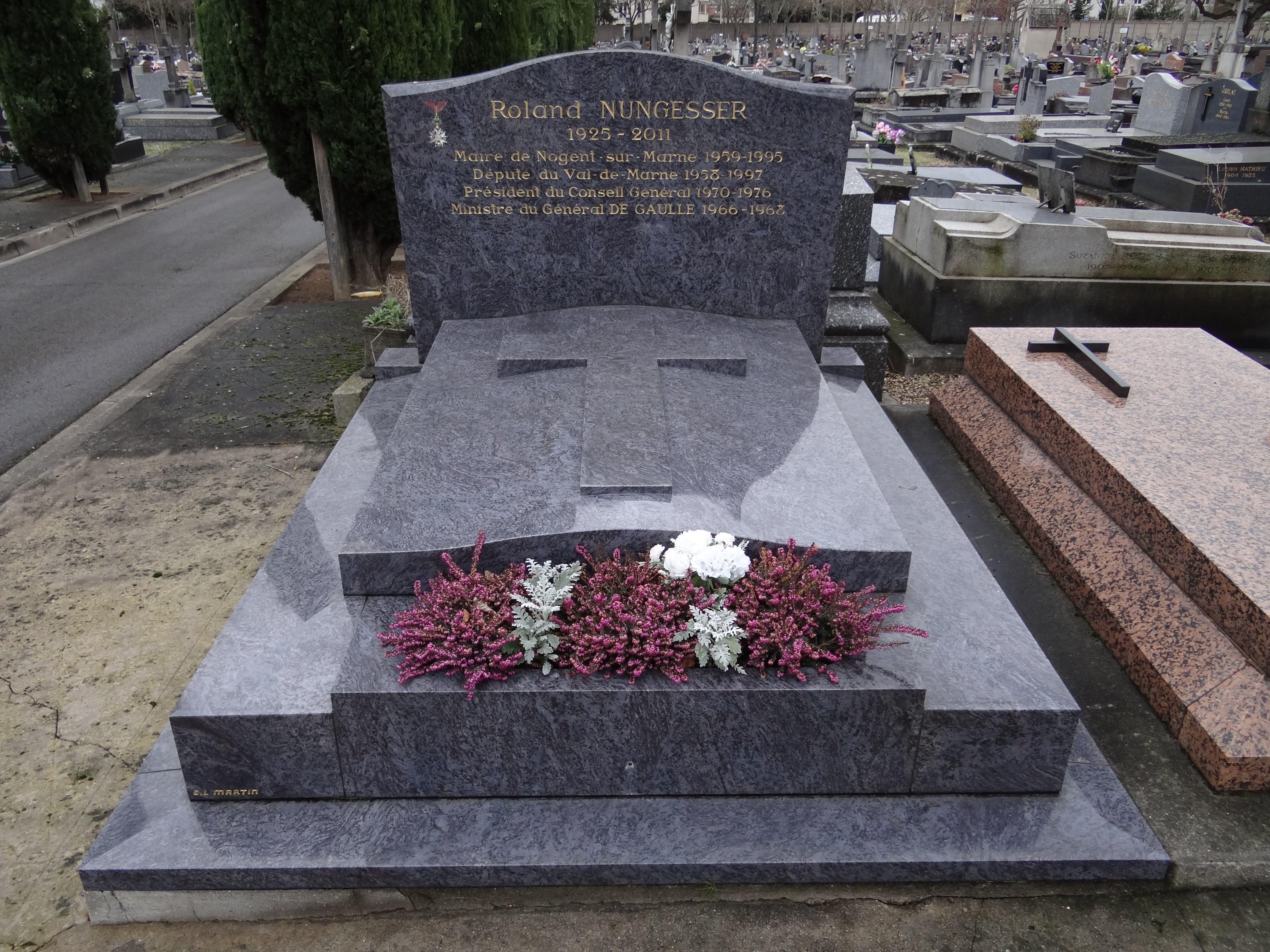
La tombe de Roland Nungesser au cimetière de Nogent-sur-Marne (Val-de-Marne).

Roland Nungesser s’éteint à l’âge de 85 ans, le 30 mars 2011, à l’hôpital Bégin de Saint-Mandé (Val-de-Marne). Hospitalisé une semaine auparavant pour cause d'anémie, il succombe à une hémorragie cérébrale. Il est inhumé au cimetière de Nogent-sur-Marne.
Une place porte son nom derrière la mairie, rue des Héros Nogentais.

## Fonctions gouvernementales
Roland Nungesser occupe les fonctions ministérielles suivantes dans les gouvernements de Georges Pompidou :
- secrétaire d’État au Logement du 8 janvier 1966 au 1er avril 1967 ;
- secrétaire d’État à l’Économie et aux Finances, chargé des affaires internationales du 6 avril 1967 au 31 mai 1968 ;
- ministre de la Jeunesse et des Sports du 31 mai au 10 juillet 1968.

## Autres mandats
- Député de la quarante-septième circonscription de la Seine, puis de la sixième circonscription du Val-de-Marne, et de la septième circonscription du Val-de-Marne, de 1958 à 1997.
- Maire de Nogent-sur-Marne de 1959 à 1995.
- Président du conseil du district de Paris en 1963-1964.
- Président du conseil général du Val-de-Marne de 1970 à 1976[12], Roland Nungesser est à l’origine de la réalisation de nombreux parcs dans le département, dont celui du Tremblay à la place de l'ancien champ de courses hippiques, le plus important parc de détente et de loisirs d’Europe, qu'il réussit à créer malgré une levée de boucliers. Le Val-de-Marne devient ainsi le grand pôle d’attraction de la région parisienne pour les sportifs et le parc du Tremblay est un élément important de la restructuration urbaine de l’Est parisien[13].
- Roland Nungesser a également été commissaire général du Salon nautique international de Paris.

## Hommage
La voie située devant l'hôtel de ville de Nogent-sur-Marne a été baptisée « place Roland-Nungesser ».
Une voie a été baptisée « square Nungesser » à Saint-Mandé.

## Publications
- Pour une nouvelle société : la révolution qu’il faut faire, Plon, 1970
- Un nouveau cap pour la France, Plon, 1985
- Du petit vin blanc au Palais-Bourbon, Albin Michel, 2003

## Distinctions
- Prix de l'appel du 18 Juin (1985)
- Commandeur de la Légion d'honneur (avril 2007)[14]. Officier (février 2002)[15]